# Nacistická architektura

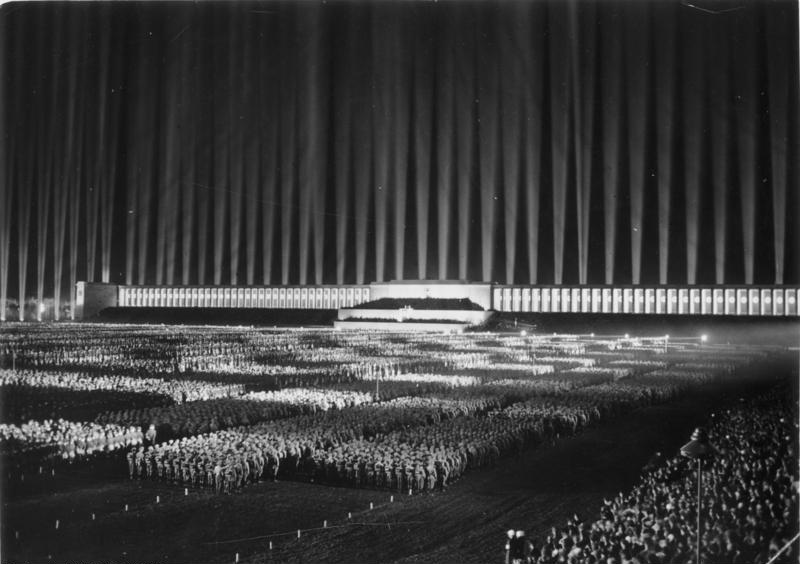
Chrám světla nad Zeppelintribune

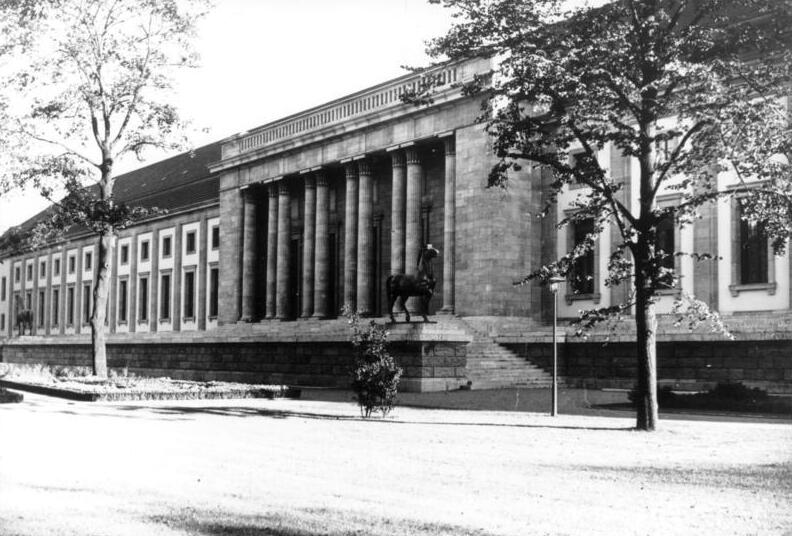
Neue Reichskanzlei

Nacistická architektura se formovala mezi světovými válkami v Německu a Itálii pod vlivem totalitního státního zřízení.

## Totalitní architektura
Monumentální architektura se během dějin neustále využívala na šíření politických ideologií. Totalitní architektura, která vznikla v období mezi dvěma světovými válkami v Itálii, později v Sovětském svazu a poté v Německu měla za cíl posílit národní povědomí o návratu k tradičním hodnotám. Z toho důvodu byla architektonická moderna v těchto státech odsuzovaná až potlačená.

## Nacistická architektura v Německu
V roce 1933 dal Adolf Hitler po svém nástupu k moci zavřít Bauhaus, čímž jasně vyjádřil postoj režimu k moderní architektuře. Architekti moderny z Německa emigrovali nebo byli vyhnáni. Za svého poradce pro architekturu Hitler jmenoval Paula Ludwiga Troosta, ale až Albert Speer, který jej v roce 1934 nahradil, se stal ideálním interpretem vůdcových myšlenek.

### Hlavní principy
Nacistická architektura hledala náměty v antické, egyptské, babylonské i neoklasické architektuře. Využívala monumentalitu, přehnané měřítko, zjednodušování, symetrii, opakování, leštěné plochy, běžné byly symboly říše či strany na nábytku či průčelích budov. Kromě státní architektury vznikala i vědecká architektura a bytová výstavba. Vyznačovala se tradičními šikmými střechami, regionálními prvky a rustikální jednoduchostí. Tato „regionální“ architektura však byla vytvořená uměle a nebyla vázána na žádné konkrétní místo.

#### Příklady

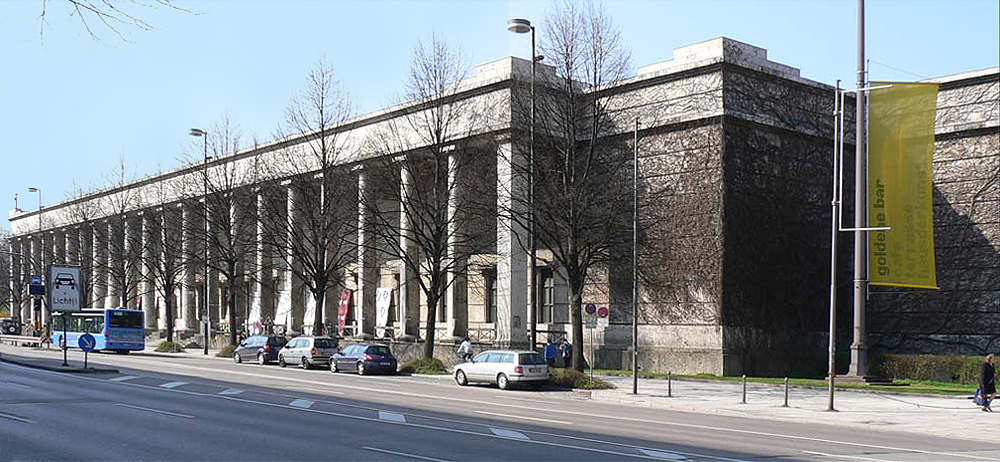
Haus der Kunst, květen 2006

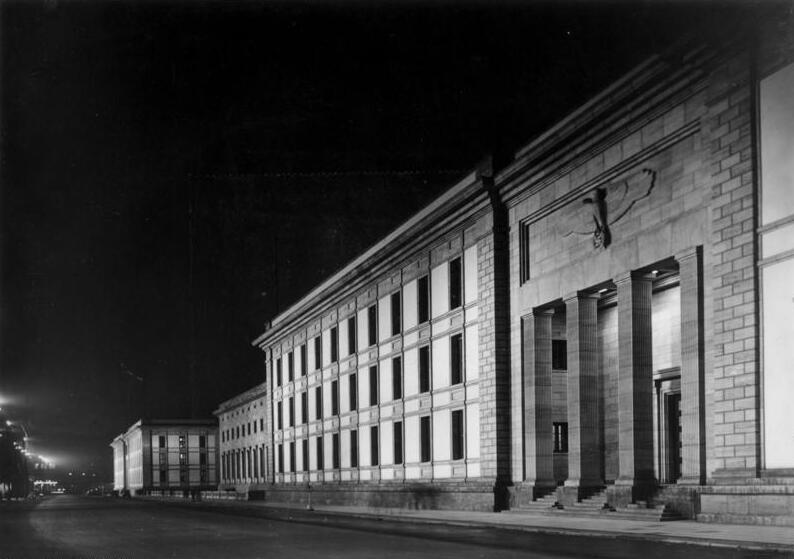
Neue Reichskanzlei, duben 1939

- Zeppelinfield – Albert Speer – Norimberk, Německo – 1936
- Haus der Kunst – Paul Ludvig Troost – Mnichov, Německo – 1937
- Neue Reichskanzlei – Albert Speer – Berlín, Německo – 1938
- Jugendherberge – Carl Vessar – Urfeld, Německo – 1935
- rekreační středisko Prora, na ostrově Rujána (1936 – 1939, nedokončeno)[1]

## Fašistická architektura v Itálii
V Itálii nebyla architektura moderny ze strany vlády potlačovaná. Italští architekti se totiž rozhodli nezapomenout ve své tvorbě na slávu minulosti, ale zároveň rozvíjeli nové postupy. To umožnilo rozvoj osobitého stylu, který odsuzoval eklekticismus tradičního stylu i antihistorický postoj modernismu. Určující slovo v architektuře té doby mělo v Itálii seskupení architektů pod názvem „Gruppo 7“ založené roku 1927. Mussoliniho poradcem pro architekturu byl Marcello Piacentini.

### Hlavní principy
Kulisou pro demonstraci fašistické moci v Itálii byl hlavně Řím, a proto byla velká pozornost věnovaná přestavbám na zvýraznění monumentálních staveb minulosti. Nová architektura inspirovaná neoklasicismem byla prostá a měla symbolizovat pokojný život pod vládou fašismu a syntézu sedlácké a vojenské cti, připomínající římskou tradici. Modernistická architektura dokázala skloubit historizující formu s využitím moderních materiálů a postupů, čehož je dobrým příkladem továrna společnosti Fiat v Turíně. Objevují se však i vysloveně modernistické stavby s výrazným vlivem Le Corbusiera.

#### Příklady
- Vojenský letecký hangár – Pier Luigi Nervi – Orbetello, Itálie – 1936
- Fiat-Fabrik – Giacomo Matté-Trucco – Turín, Itálie – 1923
- Augustovo mauzoleum – Vittorio Ballio-Morpugo – Řím, Itálie – 1937